# Zalesie (hromada Iwanie Puste)
Zalesie (ukr. Залісся, Zalissia) – wieś na Ukrainie w rejonie czortkowskim należącym do obwodu tarnopolskiego.

## Historia
Za sprawą bernardyna o. Jozefa Leśniaka na początku XX wieku we wsi założono Kasę Raiffeisena, kółko rolnicze, Drużynę Bartoszową, podarowany od hr. Baworowskiego budynek karczmy zamieniono na tymczasową kaplicę.
W okresie międzywojennym w miejscowości stacjonowała strażnica KOP „Zalesie I”.
We wsi urodził się Józef Stanisław Skoczek (1903–1966) – polski historyk, profesor Uniwersytetu Jagiellońskiego.